# نيشان الاستحقاق الروماني
نيشان الاستحقاق الوطني الروماني (بالرومانية: Ordinul Național Pentru Merit) هو نيشان أنشئ في رومانيا في 31 مارس عام 2000، ويمنحه رئيس رومانيا للمواطنين الرومانيين المدنيين والعسكريين، للجدارة والاسهامات البارزة في خدمة رومانيا، كما يمنحه لغير الرومانيين كنيشان فخري.

## درجات التكريم
يُمنح نيشان الاستحقاق الروماني في خمس درجات للتكريم في المجالات المدنية والعسكرية، ويُمنح بصورة خاصة للجدارة العسكرية في وقت الحرب.
يجوز منح نيشان الاستحقاق الروماني للمواطنين الرومانيين ولغير الرومانيين وللوحدات العسكرية. حصل 7500 مواطناً رومانيّاً حتى الآن على نيشان الاستحقاق الروماني، ويُشار إلى هم باسم فرسان الاستحقاق بغض النظر عن درجة التكريم التي حصلوا عليها، ويُضاف إليهم الحاصلين على النيشان من غير مواطني رومانيا ومن للوحدات العسكرية، والحاصلين على النيشان بشكل استثنائي للجدارة في وقت الحرب. ويوضح الجدول التالي درجات التكريم الخمس بالترتيب من الأعلى للأدنى وعدد الحاصلين عليها من المواطنين الرومانيين العسكريين والمدنيين، وهي:
| درجة التكريم        | عدد الحاصلين على النيشان من المدنيين | شريط النيشان للمدنيين | عدد الحاصلين على النيشان من العسكريين | شريط النيشان للعسكريين |
| ------------------- | ------------------------------------ | --------------------- | ------------------------------------- | ---------------------- |
| نيشان الصليب الكبير | 150                                  |                       | 50                                    |                        |
| نيشان الضابط الكبير | 300                                  |                       | 100                                   |                        |
| نيشان القائد        | 675                                  |                       | 225                                   |                        |
| نيشان الضابط        | 1500                                 |                       | 500                                   |                        |
| نيشان الفارس        | 3000                                 |                       | 1000                                  |                        |
| ميدالية الاستحقاق   |                                      |                       |                                       |                        |

## المعايير
يُمنح نيشان الاستحقاق الروماني للمواطنين الرومانيين المدنيين والعسكريين وللوحدات العسكرية الرومانية تقديراً للخدمات التي قدموها لصالح رومانيا، والتي تشمل:
- الحفاظ على استقلال الدولة الرومانية وسيادتها ووحدتها الإقليمية وسلامتها.
- تنمية الاقتصاد الوطني الروماني.
- الإنجازات البارزة في مجالات العلوم أو الفنون أو الثقافة.
- المساهمة في تطوير العلاقات بين رومانيا والدول أو المنظمات الدولية الأخرى.
- الخدمات العسكرية الجديرة بالتقدير مثل تنظم وإدارة العمليات العسكرية.
- التضحيات والأفعال البطولية في ساحة المعركة أو أثناء النزاعات العسكرية.

## أبرز الحاصلين على النيشان
- نينيتا باربوليسكو
- ماريك بيلكا[3]
- فالنتينا بوتنارو[4]
- ايون كاراميترو
- فرانز دوق بافاريا
- ميرسيا هافا
- كيث هيتشنز[5]
- ايون جينجا
- مارك أ. ماير[6]
- مهنيا موتوك
- ريموند ت. أوديرنو[7]
- ميرسيا روسيانو
- الأمير رادو أمير رومانيا
- ايانكو توكارمان[8]